# Isadora Cerullo
Isadora „Izzy“ Cerullo (* 24. März 1991) ist eine brasilianisch-US-amerikanische Siebener-Rugby-Spielerin.

## Leben
Cerullo wuchs in Raleigh, North Carolina mit drei Geschwistern auf. Mit ihren Eltern wanderte sie später nach Brasilien aus. Bis 2009 besuchte sie die William G. Enloe High School und studierte Medizin an der Columbia University in den Vereinigten Staaten. Bei den Panamerikanischen Spielen 2015 in Toronto gewann sie mit ihrer Rugbymannschaft die Bronzemedaille. Bei den Olympischen Sommerspielen 2016 war Cerullo Teilnehmerin in der brasilianischen Olympiamannschaft im Rugby.
Am Spielfeldrand machte ihre Partnerin Marjorie Enya ihr bei den Olympischen Sommerspielen 2016 einen Heiratsantrag.

## Erfolge (Auswahl)
- Panamerikanische Spiele 2015: Bronzemedaille